# William Blizard
William Blizard (1er mars 1743 - 27 août 1835) est un chirurgien anglais.

## Biographie
Il est né à Barn Elms, Surrey, le quatrième enfant du commissaire-priseur William Blizard. Après un apprentissage chez un chirurgien et un apothicaire à Mortlake, il part étudier au London Hospital où il est l'élève de Percivall Pott et de John Hunter.
En 1780, il est nommé chirurgien et, en 1785, il y fonde avec le docteur McLaurin l'école de médecine, en grande partie à ses propres frais . Il tient également des consultations médicales publiques au Batson's Coffee House à Cornhill. Il est chirurgien du duc et de la duchesse de Gloucester .
Il est élu membre de la Royal Society en 1787. Il travaille pendant vingt ans comme chargé de cours sur la chirurgie et l'anatomie au Royal College of Surgeons et est leur président deux fois (1814 et 1822) et Hunterian Orator trois fois (1813, 1823 et 1828). Il y prononce également la conférence croonienne en 1809 .
Il est contre le travail des enfants dans les filatures de l'industrie cotonnière. Il est le fondateur et le premier président de la Hunterian Society de 1819 à 1822. Il est anobli en 1803.
Pendant les 13 dernières années de sa vie, il réside à Brixton Hill. Après sa mort à l'âge de 92 ans, il est enterré dans un caveau sous l'église St Matthew, à Brixton . Ses restes sont ensuite déplacés au cimetière de Norwood.
Le chirurgien Thomas Blizard (1772–1838) est son neveu  et Thomas Blizard Curling son arrière-petit-neveu.
Le bâtiment Blizard à Whitechapel porte son nom.